# Sólem Aléchem
Sólem Aléchem (a magyar katalógusokban: Sólem Áléhem) (jiddisül שלום עליכם, oroszul Шолом-Алейхем), eredeti nevén Sólem Rabinovics (Perejaszlav, 1859. március 2. – New York, 1916. május 13.) zsidó vallású, jiddis nyelven alkotó orosz író. Tóbiás, a tejesember című írásának musicalváltozata, a Hegedűs a háztetőn a legsikeresebb angol nyelvű film a kelet-európai zsidóság életéről.

## Életpályája
Gazdag családba született. Három éven át rabbi volt, ezután üzletbe kezdett, átvéve apósa üzletét, majd tönkrement. Ettől fogva írásaiból élt. Létrehozta a Dí Jídise Folkszbibliotek című évkönyvet, amely olvasnivalóval igyekezett ellátni a zsidónegyedek lakosságát. Az első világháború alatt  az Amerikai Egyesült Államokban telepedett le.
A termékeny írók közé tartozott. Mintegy negyven kötete van, regények, elbeszélések és színművek. Műveit a világ legalább ötven nyelvére lefordították. Írásait a szeretetteljes humor, a finom irónia és a szentimentalizmus jellemzi.

## Magyarul
- Tóbiás, a tejesember („Tevje der milhiger”) című regénye (1894) nyomán készült a Hegedűs a háztetőn („Fiddler on the Roof”) című musical (1964) és az azonos című film  (1971)
- A tizenhárom Rubinzon. Az első zsidó köztársaság vidám története; ford. Fodor Gy.; Kultúra, Budapest, 1921 (Tréfás könyvek)
- Zsidó elbeszélők. Salom Alechem, Salom Asch, Jicchok-Leb Perec; Nagyváradi Napló-Ny. Rt., Nagyvárad, 1921
- Sólem Alejchem összes művei. 1. Leégett nemesek; ford. Szabó Imre; Kadima, Cluj, 1922 (Kadima könyvtár)
- Tóbiás, a tejesember; ford. Gergely Viola; Parnasszus, Budapest, 1947 (Parnasszus könyvtár)
- Tóbiás, a tejesember; oroszból, németből ford. Brodszky Erzsébet; Európa, Budapest, 1958
- Énekek Éneke. Regény; oroszból ford. Brodszky Erzsébet; Európa, Budapest, 1959
- A kisemberek városa. Elbeszélések; oroszból ford., jegyz., utószó Brodszky Erzsébet; Európa, Budapest, 1967
- A Motl gyerek; oroszból, németből ford. Brodszky Erzsébet; Európa, Budapest, 1975
- Vándorcsillagok. Regény; ford. Sebes Katalin; Múlt és Jövő, New York–Budapest–Jeruzsálem, 1996
- Marienbád; ford. Holländer György; Európa, Budapest, 1996
- Tevje, a tejesember avagy Hegedűs a háztetőn; ford. Brodszky Erzsébet; Tericum, Budapest, 2001